# West Country

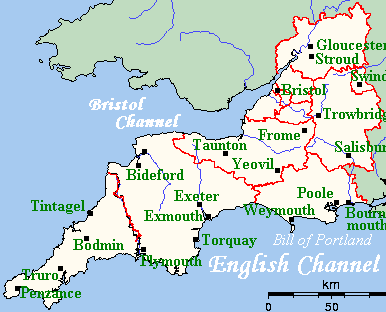
Mapa inglês com uma interpretação da cobertura geográfica do West Country

O West Country é a designação informal do sudoeste da Inglaterra. Inclui os condados mais a oeste da região administrativa do Sudoeste da Inglaterra: Devon, Cornwall, Dorset, Somerset.

## Condados
- Avon
  - Bath and North East Somerset
  - Bristol
  - North Somerset
  - South Gloucestershire
- Cornwall
  - Ilhas Scilly
- Devon
  - Plymouth
  - Torbay
- Dorset
  - Bournemouth
  - Poole
- Gloucestershire
- Somerset
- Wiltshire
  - Chippenham
  - Trowbridge
  - Swindon

## Cultura
O escritor Charles Kingsley está ligado ao  West Country.
A região é conhecida pelo Glastonbury Festival.